# Département de la Culture (Irlande du Nord)
Le département de la Culture, des Arts et des Loisirs (en anglais : Department of Culture, Arts and Leisure) est un département ministériel dévolu d'Irlande du Nord chargé de la politique culturelle, du patrimoine culturel et des sports entre 1999 et 2016.

## Fonctions
Le département exerce ses compétences dans les domaines : 
- des arts ;
- de la diversité culturelle ;
- des voies d'eau intérieures ;
- des langages ;
- des bibliothèques ;
- de la distribution des résultats de la loterie ;
- des registres publics – au moyen du bureau public des registres d'Irlande du Nord (PRONI) ;
- des sports.

Le Parlement du Royaume-Uni a conservé les compétences (reserved matters) dans les domaines :
- de la propriété intellectuelle ;
- de l'audiovisuel ;
- de la National Lottery.

## Histoire
À la suite du référendum du 23 mai 1998 sur l'accord du Vendredi saint, et la sanction royale de la loi sur l'Irlande du Nord de 1998 le 19 novembre suivant, une Assemblée et un Exécutif sont établis par le gouvernement travailliste du Premier ministre Tony Blair. Ce processus, connu sous le nom de « dévolution », poursuit le but de donner à l'Irlande du Nord son propre pouvoir législatif.
En décembre 1999, sur la base de la loi sur l'Irlande du Nord, le décret sur les départements d'Irlande du Nord institue le « département de la Culture, des Arts et des Loisirs ».
Entre le 12 février et le 30 mai 2000, puis du 15 octobre 2002 au 8 mai 2007, la dévolution est suspendue et le département passe sous administration directe d'un ministre du bureau pour l'Irlande du Nord, qui constitue l'un des départements ministériels du Royaume-Uni.
Par la « loi sur les départements d'Irlande du Nord de 2016 », le ministère est dissous et ses compétences sont reprises par le nouveau département des Communautés.

## Titulaires
| Nom                                          | Nom               | Dates            | Dates            | Parti |
| -------------------------------------------- | ----------------- | ---------------- | ---------------- | ----- |
|                                              | Michael McGimpsey | 2 décembre 1999  | 11 février 2000  | UUP   |
| Suspension des institutions nord-irlandaises |                   |                  |                  |       |
|                                              | Michael McGimpsey | 30 mai 2000      | 15 octobre 2002  | UUP   |
| Suspension des institutions nord-irlandaises |                   |                  |                  |       |
|                                              | Edwin Poots       | 8 mai 2007       | 5 juin 2008      | DUP   |
|                                              | Gregory Campbell  | 9 juin 2008      | 1er juillet 2009 | DUP   |
|                                              | Nelson McCausland | 1er juillet 2009 | 16 mai 2011      | DUP   |
|                                              | Carál Ní Chuilín  | 16 mai 2011      | 25 mai 2016      | SF    |